# (4789) Sprattia
(4789) Sprattia est un astéroïde de la ceinture principale.

## Description
(4789) Sprattia est un astéroïde de la ceinture principale. Il fut découvert le 20 octobre 1987 à Victoria par David D. Balam. Il présente une orbite caractérisée par un demi-grand axe de 2,24 UA, une excentricité de 0,12 et une inclinaison de 1,3° par rapport à l'écliptique.

## Compléments